# Millennium Actress
Millennium Actress (jap. 千年女優, Sennen Joyū) ist ein Animationsfilm von Regisseur Satoshi Kon, der 2001 auf dem FanTasia Festival in Kanada Premiere feierte. Der Film handelt von einem Dokumentarfilmer, der einen Film über die ehemals sehr bekannte Schauspielerin Chiyoko Fujiwara drehen möchte und im Interview mit ihr verschiedene Stationen ihres Lebens nacherlebt, beginnend in den 1930er bis zu den 1970er Jahren, als sie sich auf dem Höhepunkt ihrer Schauspielkarriere aus der Öffentlichkeit zurückzieht. Der Zuschauer gewinnt dabei gleichzeitig einen Überblick über die japanische Geschichte.

## Handlung
Der Dokumentarfilmer Genya Tachibana begibt sich zusammen mit seinem Kameramann Kyōji Ida zum abgelegenen Haus von Chiyoko Fujiwara, um dort für seine geplante Dokumentation über das Leben der einstmals äußerst erfolgreichen Schauspielerin ein Interview mit ihr zu führen. Er übergibt ihr einen goldenen Schlüssel, der in Chiyoko die Erinnerung an ihre Suche wieder aufleben lässt. Die Stationen ihres Lebens werden in Form von Rückblenden erzählt, die mit den Rollen in ihren Filmen verwoben sind, in denen auch Tachibana und Fujiwara immer wieder als Komparsen auftauchen. 
In den Wirren des Zweiten Weltkriegs begegnet die junge Chiyoko einem jungen Maler, der als Dissident vom faschistischen japanischen Regime gesucht wird, und verliebt sich in ihn. Bei ihrem letzten Treffen in einem Lagerhaus erzählt der Maler ihr, dass der goldene Schlüssel, den er um den Hals trägt, der "Schlüssel zum Allerwichtigsten" sei. Kurz darauf wird der Maler entdeckt und flüchtet, doch dabei verliert er den Schlüssel. Als Chiyoko ihn findet, beschließt sie, sich auf die Suche nach ihm zu machen. Sie wird Schauspielerin und verbringt die nächsten Jahrzehnte damit, in unterschiedlichsten Rollen Filme zu drehen, immer in der Hoffnung, ihre Jugendliebe wiederzusehen.
Schließlich kommt es bei einem Dreh zu einem Erdbeben, der die Kulisse des Sets zusammenstürzen lässt. Chiyoko wird vom jungen Tachibana gerettet, der sich als Assistent am Set aufhält, verliert aber den Schlüssel. Tachibana findet ihn später, doch Chiyoko glaubt ihn verloren, bricht ihre Schauspielkarriere ab und zieht sich zurück, da sie inzwischen die Hoffnung aufgegeben hat, den Maler zu finden.
Am Ende ihrer Erzählung kommt es auch in der Gegenwart zu einem Erdbeben und erneut wird Chiyoko von Tachibana beschützt, dennoch wird sie bewusstlos. Auf dem Weg ins Krankenhaus erzählt Tachibana seinem Kameramann Ida von einer Begegnung mit dem damals zuständigen Hauptmann des japanischen Militärs, der zugibt, dass der Maler gefasst und beim anschließenden Verhör zu Tode gefoltert wurde. Tachibana wusste also die ganze Zeit, dass Chiyokos Jugendliebe die Wache nicht lebend verlassen hatte, traute sich aber all die Jahre nicht, Chiyoko zu sagen, dass ihre jahrzehntelange Suche vergebens war.
Im Krankenhaus schließlich dankt Chiyoko Tachibana dafür, dass er ihr den Schlüssel zurückgebracht habe, und erklärt ihm, dass es ihr im Laufe der Zeit gar nicht mehr so sehr darauf angekommen war, den Maler zu finden, sondern sie vielmehr durch die Suche nach ihm angetrieben wurde und dankbar für die schönen Erlebnisse ist, die sie dadurch gewonnen hat. Sie schließt damit, dass sie ihre Suche nach dem Tod fortsetzen werde, und schließt die Augen.

## Produktion und Veröffentlichung
Der Film entstand im Studio Madhouse unter der Regie von Satoshi Kon. Das Charakterdesign entwarfen Satoshi Kon und Takeshi Honda und künstlerischer Leiter war Nobutaka Ike. Weitere Designs entwarf Yasumitsu Suetake, für die Kameraführung war Hisao Shirai verantwortlich und Tonregie führte Masafumi Mima. Produzent war Tarō Maki. Den Soundtrack komponierte Susumu Hirasawa. Weitere an der Produktion beteiligte Studios waren Dr. Movie, Shaft und Kyung Kang ANIA. Als Vorbild für die Hauptfigur der alten Schauspielerin diente die japanische Filmlegende Setsuko Hara, die nach dem Ende ihrer Filmkarriere ein sehr zurückgezogenes Leben führte.
Die erste Aufführung fand auf dem Fantasia Festival in Kanada am 28. Juli 2001 statt. Am 14. September 2002 kam der Film in die japanischen Kinos, danach wurde der Film auf mehreren Festivals gezeigt und erschien unter anderem in Polen, Großbritannien und Frankreich auf DVD. In Spanien wurde er durch Buzz Channel im Fernsehen ausgestrahlt. In Frankreich erschien der Film am 5. April 2005 bei DreamWorks Home Entertainment auf DVD; neben einer französischen, der originalen japanischen sowie spanischen Tonspur war eine deutsche Synchronisation mitenthalten. Eine zweite deutsche Fassung wurde von Universum Anime am 7. August 2006 auf DVD veröffentlicht.
Für die deutschsprachige Kino-Erstaufführung in der 4K-Restaurierung am 2. November 2021 hat Kazé Deutschland die erste Synchronfassung verwendet. 2022 wurde der Film auf der Plattform Crunchyroll per Streaming zugänglich gemacht.

## Synchronisation
Die erste Synchronfassung entstand bei der Berliner Synchron unter der Regie und nach einem Dialogbuch von Heinz Freitag. Die zweite Synchronfassung wurde bei MME Studios produziert, nun unter Regie und nach einem Dialogbuch von Stefan Fredrich.
| Rolle                             | Japanischer Sprecher (Seiyū) | Deutscher Sprecher (1. Synchro, DHE) | Deutscher Sprecher (2. Synchro, UA) |
| --------------------------------- | ---------------------------- | ------------------------------------ | ----------------------------------- |
| Chiyoko Fujiwara (alt)            | Miyoko Shōji                 | Rita Engelmann                       | Regine Albrecht                     |
| Chiyoko Fujiwara (als Erwachsene) | Mami Koyama                  | Tanja Geke                           | Katrin Zimmermann                   |
| Chiyoko Fujiwara (jung)           | Fumiko Orikasa               | Victoria Frenz                       | Magdalena Turba                     |
| Genya Tachibana (alt)             | Shōzō Iizuka                 | Wolfgang Condrus                     | Jürgen Kluckert                     |
| Genya Tachibana (jung)            | Masamichi Satō               | Wolfgang Condrus                     | Tobias Kluckert                     |
| Kyōji Ida                         | Masaya Onosaka               | Timmo Niesner                        | Stefan Krause                       |
| Eiko Shimao                       | Shōko Tsuda                  | Diana Borgwardt                      | Christin Marquitan                  |
| Junichi Ōtaki                     | Hirotaka Suzuoki             | Erich Räuker                         | Robin Kahnmeyer                     |
| Schlüsselmeister                  | Kōichi Yamadera              | Norman Matt                          | Julien Haggége                      |
| Scarface                          | Masane Tsukayama             | Helmut Gauß                          | Detlef Bierstedt                    |
| Chiyokos Mutter                   | Hisako Kyōda                 | Evelyn Maron                         | Liane Rudolph                       |

## Rezeption
Laut der Fachzeitschrift AnimaniA gebraucht Satoshi Kon in Millennium Actress ähnliche Elemente wie in Perfect Blue, die den Zuschauer „auf einen Irrweg von Realität und Film sowie der Gedankenwelt der Protagonistin“ führen. Die Szenen, die nicht chronologisch geordnet sind, folgten ihren eigenen Regeln. Der Film finde als nostalgisches Melodram nur schwer sein Publikum, doch sei die Animation überaus gelungen und dem Film gelinge es, die japanische Filmgeschichte glaubhafter darzustellen, als es einem Realfilm möglich wäre.
Die Zeitschrift VideoWoche bezeichnet Millennium Actress als „originelles wie poetisches, streckenweise traumhaft schön gestaltetes Zeichentrickdrama“, das japanische Geschichte lebendig werden lasse. Er sei ein „Juwel für anspruchsvolle Animé-Fans“.
2003 wurde der Film mit einem Preis des Tokyo International Anime Festival bedacht. In Kanada erhielt er beim Fantasia Festival die Auszeichnung für den besten Animationsfilm und den Fantasia Ground-Breaker Award for artistic Innovation.